# 蕭得裏特
蕭得裏特（11世纪？—1099年），又作特里特、特里得，辽国（契丹）軍人，遥輦氏洼可汗宮出身。
蕭得裏特善阿谀。辽道宗清寧末年，在权臣南院枢密使耶律乙辛属下，历任北面林牙（契丹官名，掌管文翰）、同知北院宣徽使事。太康三年（1077年），皇太子耶律濬废位，得裏特作为耶律乙辛的心腹，護送他到上京臨潢府（今内蒙古巴林左旗南）。得裏特催促太子急行，不許下車，起居飲食倍加侮辱，到达后築圜堵幽閉。转任西南路招討使，历任順義軍節度使、国舅詳稳。寿昌5年（1099年），因怨望問罪，年老免死罪，一族配属興聖宮。左遷西北統軍司，後去世。次年，耶律濬子天祚帝即位，乾统二年（1102年），诏掘其墓，剖棺戮尸。

## 子
- 蕭得末（乾統年間处死）
- 蕭訛里（乾統年間处死）

## 延伸阅读
[在维基数据编辑]
 《遼史·卷111》，出自脱脱《遼史》